# Донецька обласна клінічна лікарня імені М. І. Калініна
Донецька обласна клінічна лікарня імені М. І. Калініна — обласна клінічна лікарня, розташована в місті Донецьку, один із структурних підрозділів ДОКТМО, найсучасніший медичний лікувальний центр Донеччини.

## Історія закладу
Донецька обласна клінічна лікарня імені М. І. Калініна заснована 1 травня 1927 року, на момент відкриття мала 500 ліжок. 1932 року стала основною клінічною базою Донецького медичного інституту імені Максима Горького.
Поступово розширялась профільність лікарні, створювалися клінічні бази для надання населенню все нових видів медичної допомоги. На базі лікарні діяли курси підготовки медичних сестер. Навіть створена санітарна авіація.
1958 року почав діяти центр серцевої та грудної хірургії, який донині залишається гордістю ДОКТМО. В листопаді 1959 року у лікарні вперше проведені операції на органах грудної порожнини, у грудні 1962 року — встановлено перший апарат «штучна нирка», 28 березня 1963 року — проведено перший гемодіаліз.

## Персоналії
Головні лікарі: Контрольський П. А., Дмитрієв П. Ф., Люта Н. І., Король П. Ф., Байдалін Ю. Д., Шутов М. М., Лобас В. М.
Професори, більшість з яких мали свої школи: Якобсон Я. С., Шефтель В. Б., Богославський В. М., Чаругін А. І., Медведєв Н. І., Жмакіна К. Н., Литник С. Ф., Міньович П. А., Пальчевський С. І., Ганічкін А. М., Овнатанян К. Т., Матяшин Г. М., Завгородній Л. Г., Греджев А. В., Копп І. В., Франкфурт М. І. , Губергріц О. Я., Агте Б. С., Серняк П. С..